# Justine Weyders
Justine Weyders, née le 5 août 1990, est une nageuse française.

## Palmarès

### ensauvetage sportif
- Jeux mondiaux de 2013 à Cali (Colombie)
  -  Médaille d'or en relais 4 x 50 m obstacles
  -  Médaille d'or en relais 4 x 50 m combiné
  -  Médaille d'or en remorquage mannequin avec palmes sur le 100 m
- Jeux mondiaux de 2017 à Wrocław (Pologne)
  -  Médaille d'or en relais 4 x 50 m obstacles
  -  Médaille d'or en 100m mannequin bouée
  -  Médaille d'argent en portage d’un mannequin avec palmes sur 100 m
- Jeux mondiaux de 2022 à Birmingham (Alabama)
  -  Médaille de bronze en 100m mannequin avec palmes

### ennatation
- Championnats de France 2009 à Montpellier
  -  Médaille de bronze du 4 × 100 m nage libre
- Championnats de France 2007 à Saint-Raphaël
  -  Médaille de bronze du 4 × 200 m nage libre

## Record mondial
- Le 22/07/2017 lors des Jeux mondiaux de 2017 elle établit un nouveau record du monde du 100m tube en 57"18[1]. Ce record est cependant battu lors des championnats du monde à Adélaïde l'année suivante par l'Italienne Federicia Volpini.